# Trachinotus falcatus

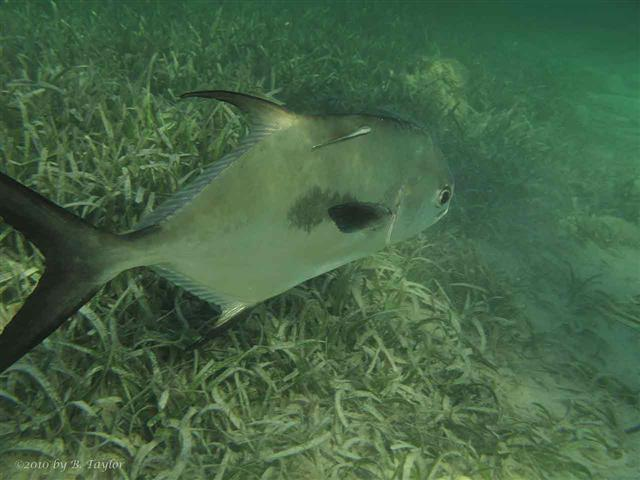
Esemplare fotografato in Honduras

Trachinotus falcatus (Linnaeus, 1758), noto in inglese come permit e in spagnolo come palometa, è un pesce osseo marino appartenente alla famiglia Carangidae, diffuso nell'oceano Atlantico.

## Descrizione
T. falcatus può raggiungere una lunghezza massima di 122 cm, per 36 kg di peso. L'età più elevata mai registrata per questa specie è di 23 anni, appartenente ad un esemplare della Florida; è probabile che, come molti carangidi, possa vivere più a lungo.
Possiede un corpo fortemente compresso lateralmente, e, visto di profilo, ha una forma tondeggiante, che diventa via via più oblunga con l'avanzare dell'età. La colorazione di base e grigio-argenteo, con dorso marrone o verde bluastro. Presenta una macchia gialla sull'addome davanti alla pinna anale. Le pinne pettorali, caudale, e i lobi anteriori delle pinne anale e dorsale sono neri o grigi. può presentare macchie scure sul corpo. La pinna dorsale possiede 6-7 raggi spinosi e 18-21 raggi molli. La pinna anale possiede 2-3 raggi spinosi e 16-18 raggi molli. I lobi anteriori delle pinee anale e dorsale sono molto lunghi. Il corpo è sprovvisto di scaglie. T. falcatus ha i denti solo sulla lingua, e delle placche ossee sulla faringe, entrambi adatti a schiacciare e rompere i gusci dei molluschi e dei crostacei di cui si nutre. I denti sono più evidenti negli esemplari giovani.

## Biologia

### Comportamento
È solito formare banchi, soprattutto da giovane; in genere vive in gruppi di circa una decina di individui, ma può formare aggregazioni significativamente più numerose. Gli esemplari adulti sono tendenzialmente più solitari e possono formare coppie.

### Alimentazione
Si nutre durante il giorno in periodi regolari scanditi da un ritmo circadiano. I giovani sono prevalentemente planctivori (nutrendosi di principalmente di crostacei e delle loro larve oltre che di piccoli pesci), la dieta degli esemplari adulti è composta soprattutto da invertebrati snidati scavando nello strato superficiale del fondale, sia sui "flats" che in zone adiacenti più profonde. Le prede più comuni sono anfipodi, copepodi, echinodermi (tra cui Diadema antillarum) granchi, anellidi, gasteropodi (tra cui Aliger gigas), pesci e insetti.

### Predatori
T. falcatus viene predato principalmente, oltre che dall'uomo, da grandi pesci come squali (squali leuca, squali limone, squali martello) e barracuda.

### Parassiti
Negli allevamenti può essere vittima di infezioni dovute a batteri (Listonella anguillara) e dinoflagellati (Amyloodinium ocellatum, che ne può causare la morte producendo tossine che ne causano il soffocamento). In natura, i parassiti più frequenti sono platelminti (trematodi  del genere Lobatostoma e monogenei come Bicotylophora baeri) e acantocefali come Serrasentis sagittifer.

### Riproduzione

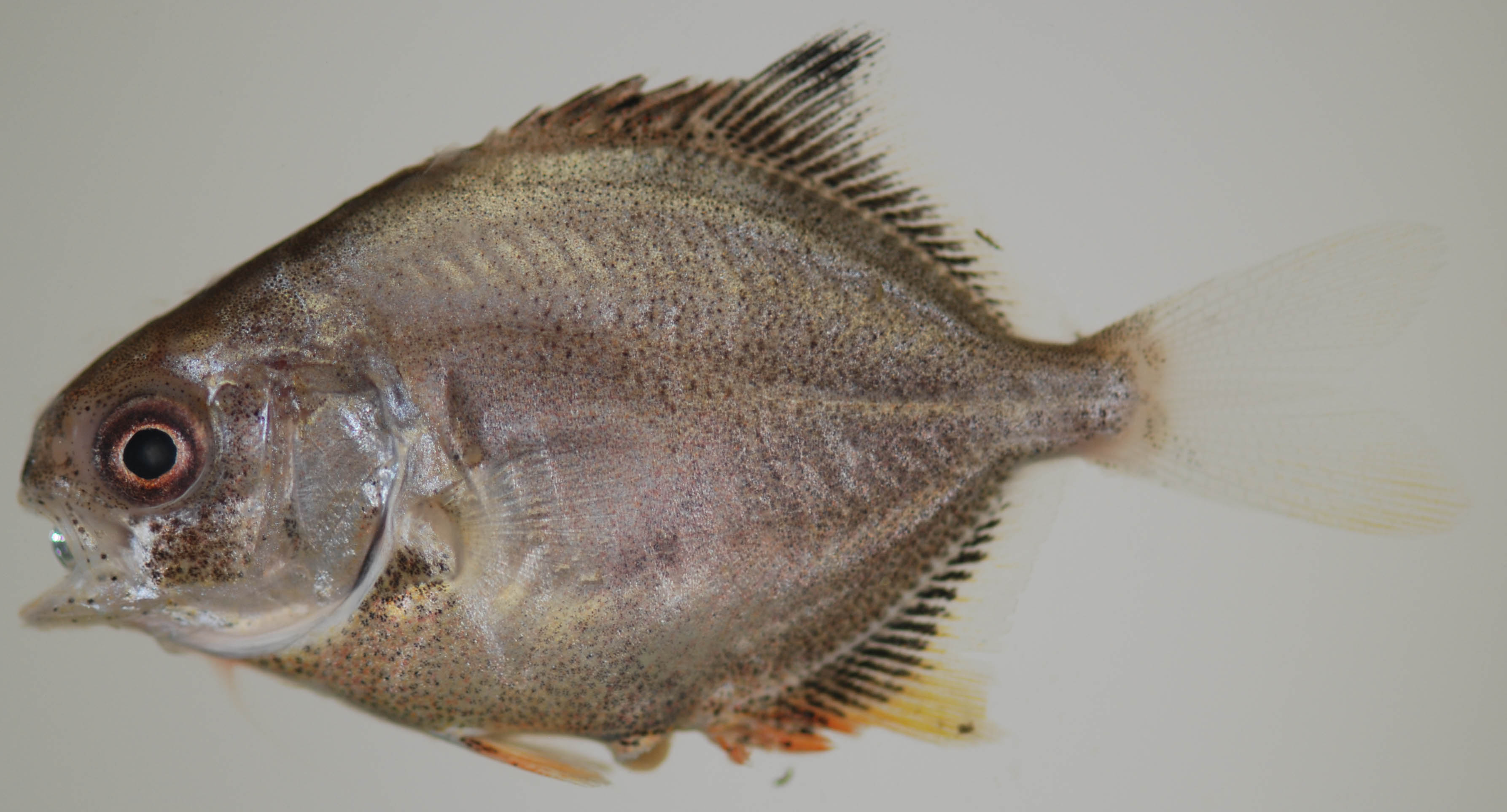
Esemplare giovanile

Le femmine raggiungono la maturità sessuale poco oltre ai 3 anni di età, quando misurano intorno ai 55 cm; i maschi la raggiungono più presto, a 2,3 anni per 48,6 cm. La riproduzione può avvenire durante tutto l'anno, ma il periodo di attività riproduttiva più intensa è quello estivo. Secondo le ricerche, nelle Florida keys, i mesi preferiti per la riproduzione sono quelli di Maggio e Giugno, a Cuba essa avviene tra marzo e Settembre e in Belize tra Marzo e Ottobre. Depone le uova su barriere naturali o artificiali o lunga la costa. Durante la riproduzione gli adulti formano grandi gruppi che possono arrivare a contare 250-500 esemplari. Lo stadio larvale dura circa 15-20 giorni, e i giovani vivono presso la riva.

## Distribuzione e habitat

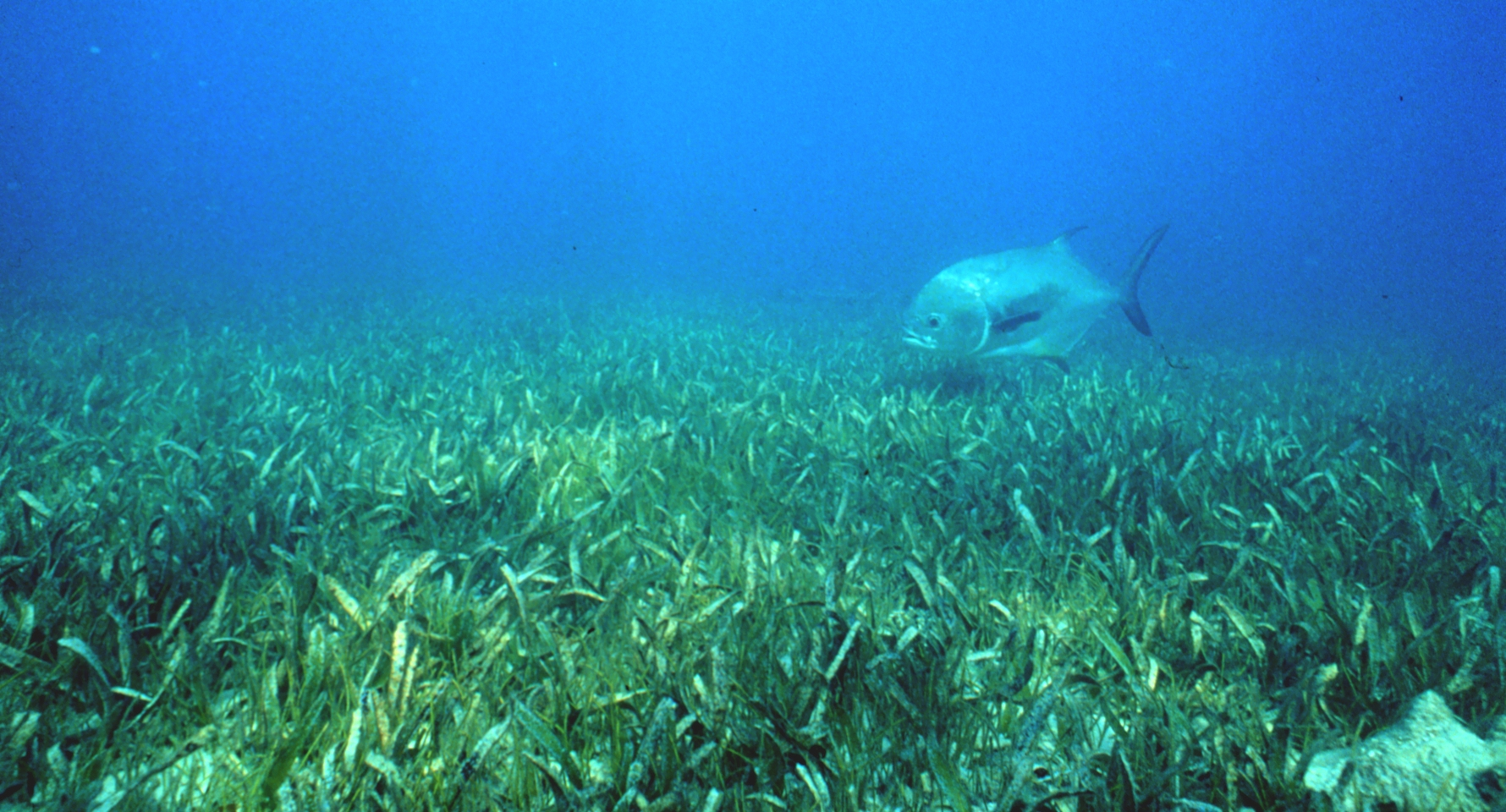
Trachinotus falcatus in una prateria marina

Vive lungo le coste atlantiche del continente americano, dal Massachusetts, negli Stati Uniti, sino al Brasile, e in tutto il mar dei Caraibi. Abita le acque costiere tra 1 e 36 m di profondità, in genere su fondali sabbiosi o fangosi pianeggianti ("flats"); è comune intorno a mangrovie, scogliere e praterie marine. Gli esemplari giovani possono sopportare di vivere in acqua salmastra.

## Tassonomia
Questa specie fu inizialmente descritta da Linneo nel 1758 come Labrus falcatus e in seguito spostata nel genere Trachinotus Lacepède, 1801.

## Rapporti con l'uomo

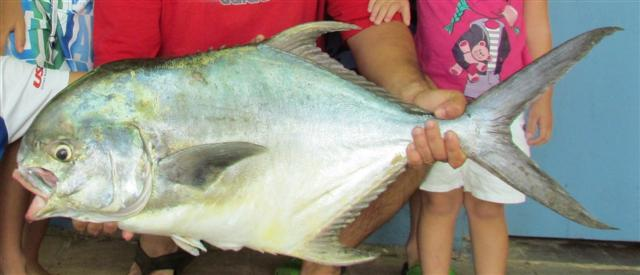
Esemplare pescato in Nicaragua

T. falcatus è una specie importante per la pesca commerciale. Nel 2000 ne vennero pescate e sbarcate in Florida 68 tonnellate. Per scongiurare un collasso nei numeri della popolazione di T. falcatus, il governo della Florida ha imposto delle limitazioni alla pesca commerciale e sportiva, come l'imposizione di una taglia minima, di specifici periodi di divieto e la riduzione della quantità massima di pescato. Così nel 2002 solo 14 tonnellate di pesce furono sbarcate in Florida. Gli ultimi anni hanno visto la nascita di allevamenti di T. falcatus a scopo commerciale.

Sono noti casi di intossicazioni alimentari (ciguatera) dovute al consumo di questo pesce.
Dal punto di vista della pesca sportiva, è insieme al tarpone e ad Albula vulpes una delle specie più importanti per il settore delle gite di pesca con guide specializzate, molto diffuso nel mar dei Caraibi. Viene insidiato attivamente con le tecniche dello spinning e della mosca. Non è considerata facile da catturare.